# Fenton (Luisiana)
Fenton es una villa ubicada en la parroquia de Jefferson Davis en el estado estadounidense de Luisiana. En el Censo de 2010 tenía una población de 379 habitantes y una densidad poblacional de 353,46 personas por km².

## Geografía
Fenton se encuentra ubicada en las coordenadas 30°21′50″N 92°54′59″O / 30.36389, -92.91639. Según la Oficina del Censo de los Estados Unidos, Fenton tiene una superficie total de 1.07 km², de la cual 1.07 km² corresponden a tierra firme y (0%) 0 km² es agua.

## Demografía
Según el censo de 2010, había 379 personas residiendo en Fenton. La densidad de población era de 353,46 hab./km². De los 379 habitantes, Fenton estaba compuesto por el 36.68% blancos, el 55.94% eran afroamericanos, el 0.53% eran amerindios, el 0% eran asiáticos, el 0% eran isleños del Pacífico, el 2.9% eran de otras razas y el 3.96% pertenecían a dos o más razas. Del total de la población el 3.43% eran hispanos o latinos de cualquier raza.